# Mysterious love
〈mysterious love〉는 코마츠 미호의 열일곱 번째 싱글이다.

## 개요
- 리믹스 음반 《코마츠 미호 WONDERFUL WORLD: SINGLE REMIXES & MORE》과 동시 발매되었다. 싱글곡으로는 오랜만에 오가 요시노부 이외의 어렌인저에 의한 노래가 됐다(토쿠나가는 편곡 이외에 백 코러스도 맡고 있다). 또, 2000년 발표인 〈그대의 눈동자에는 비치지 않아〉 이래의 오리콘 톱 20에 들었다.
- 규격품번은 처음에 GZCA-2053 예정이었지만 사정에 의해서 GZCA-7003가 되었다.

## 수록곡
1. mysterious love
  - 작사 · 작곡: 코마츠 미호, 편곡: 토쿠나가 아키히토

닛폰 TV계 《TV오자만보》 엔딩 테마.
2. 특별해지는 날(特別になる日)
  - 작사 · 작곡: 코마츠 미호, 편곡: 오카모토 히토시
3. style of my own (유경)(style of my own 〜遊景〜)
  - 리믹스: 아사이 히로시

5번째 음반 《코마츠 미호 5: source》의 수록곡 〈style of my own〉의 편곡 버전이다.
4. mysterious love (instrumental)